# Конд
Конд (арм. Կոնդ) — один из старейших кварталов Еревана. В его нынешнем виде, основан в XV—XVIII веке.

## Расположение
Конд расположен в самом центре Еревана, в административном районе Еревана Кентрон, рядом с улицами Лео, Сарьяна и Пароняна. Согласно армянскому историку Ованесу Шаххатунянцу, этот район расположен у подножия скалистого холма с похожим же названием. Его исторической западной границей являлась река Раздан, а северной — кладбище Козерн.

## История района

### Древний период
Точное время появления района Конд неизвестно. Самой старой частью Конда был Козерн, где находилось армянское кладбище II—XIII веков, получивший свое название в честь похороненного здесь армянского писателя X—XI веков Ованеса Козерна. Здесь же был похоронен католикос всех армян, Святой Мовсес III Татеваци (1578—1632 гг.) Над его могилой, в 1633 году была построена небольшая церковь, разрушенная во время землетрясения 1679 года и восстановленная уже в XIX веке.
Самым старым сохранившимся зданием Конда является Церковь Сурб Ованес Мкртич построенная в 670 году н. э. и восстановленная в 1710 году после землетрясения 1679 года.
Населенный армянами Конд был сначала разорен персами в 1605 году, когда во время Великого сургуна его жители были насильно депортированы в Персию. Затем, в 1630-х годах его заново начали восстанавливать, однако, в 1679 году, район вновь был разрушен до основания разрушительным землетрясением. И вновь строительство района началось в 1680-х годах. По этой причине, большинство зданий современного Конда датируются периодом после 1680-х годов и построены на фундаментах более старого, разрушенного землетрясением 1679 года районом..

### Во время персидского правления
Конд был одним из трёх основных районов — «мехелле» (перс. محله‎) Еревана — Шахар («Старый город»), Демир-Булаг (Караханк) и, собственно, Конд. В это время в Конде находилась резиденция меликской семьи Агамалянов. Особенно сильно на армянскую демографию Конда повлияли события 1795 года, когда свыше 20 000 этнических армян из Еревана, в том числе из района Конд, были насильно переселены в Грузию царем Ираклием Вторым. После этого, в 1806—1827 годах, Хусейн-хана Каджар организовал насильственное переселение большого числа армянских семей на территорию Персии, а детей продавали в гаремы персидской знати. Параллельно с изгнанием коренного армянского населения, происходило переселение сюда тюрок, вместе с которыми, в Конд переселились около 100 цыган-боша и некоторое число персов. В итоге, за века нахождения Еревана под переменной властью персов и османов (1554—1827), население Конда стало полиэтничным и многорелигиозным: согласно этнографу Гамлету Саргсяну, в 1830 году из 4300 жителей Конда 1568 (36,5 %) были армянами, 2537 (59 %) — татарами (т. е. азербайджанцами), а 195 (4,5 %) — цыганами (население всего Еревана составляло тогда 11 463 чел.). Армяне Конда жили преимущественно рядом с церковью святого Ованнеса, которая играла большую роль в истории города, 46 армянских семейств жили на территории самой церкви.

### В советское время
В начале XX в. основная часть мусульманского населения покинула Ереван, и с этого времени население Конда является преимущественно армянским.
После геноцида армян 1915 года для многих беженцев, покинувшие свою родину, Конд стал новым домом.
В советское время 500 жителям были предоставлены новые дома в многоэтажных многоквартирных домах в обмен на их собственность для строительства таких построек, как гостиница «Двин».

### Конд сейчас
На данный момент главных улиц в Конде три — Конд, Руставели и Симеон Ереванци. Многие дома покрыты виноградными лозами, а на улицах нередко встречаются пулпулаки — местное название водных родников. В домах района часто даже нету жилищных условий, старинные дома сносятся и застраиваются новостройками, а у самого района есть дурная слава из-за нищеты и бедности кондовцев. Район настолько старинен и самобытен, что в районе часто даже нет дорог, где могли бы проехать машины. Однако несмотря на его дурную славу, жители района очень дружелюбны и можно с лёгкостью и без опаски ходить по пешеходным улицам старинного района города, схема расположения которых сохранилась в неизменности с XVIII века.

## Архитектура

### Реконструкция Конда
Вопрос реконструкции Конда был забыт на долгие годы, далекий от благожелательного городского вмешательства. В генеральных планах Еревана восстановление Конда как исторического квартала, не получив комплексного решения, всегда было одной из проблем города.
После вхождения Армении в состав СССР неоднократно звучала мысль о восстановлении старинного района, однако эта мысль не была воплощена в жизнь. Первым был Александр Таманян, который желал реконструировать Ереван и сделать из Конда музейный комплекс наподобие Рима и других городов, начертил свой план, однако его план не был воплощён в жизнь. Последний план был у Карена Демирчяна, уроженца этого района. Планировалось создать центр отдыха, туризма и развлечений, сохранив национальный колорит. Планировалось восстановить сохранившиеся 2-3-этажные старые дома по периметру прямоугольного парка, использовать армянскую кухню для ресторанов, кафе, чайхан, аттракционов, игр (в том числе национальных), арт-клубов и т. д. Художники могли рисовать и выставлять свои картины в парке. Словом, получялся бы армянский «Монмартр». Карен Демирчян отверг предложение построить жилые многоэтажные дома вокруг Конда, имея в виду, что это нарушит романтику и колорит района. Серьёзных осложнений в реализации этих проектов не предвидилось. Часть реконструкции Конда уже началась в 1970-х годах при строительстве гостиницы «Двин». А решение по развитию Еревана 1985 года предоставило широкие финансовые возможности и свободу действий. Однако Спитакское землетрясение и распад СССР остановили процесс восстановления Конда.
Похожие идеи были и в 2000-х, но и они не были реализованы.
После принятия Правительством Армении Постановления 1151-Н «О программах строительства в границах ереванского района Кентрон» от 1 августа 2002 года вновь возникла неопределенность в отношении того, намерены ли местные власти присвоить Конд и убрать существующие старые постройки и их жителей. Жители опасаются, что им не выплатят компенсацию, так как многие из них не имеют права собственности. Архитектор Аршавир Агекян указал, что «План представлял собой не полную реконструкцию, а реконструкцию, которая объединила бы старую и новую среду. План предусматривал строительство жилых и коммерческих зданий».

### Религиозные объекты Конда

#### Церковь Ованеса Мкртича
Самым старым зданием Конда является построенная в конце 7 века Церковь Сурб Ованес Мкртич (св. Иоанна Крестителя) — родовая церковь жившего в Конде семейства Мелик-Агамалянов. Она была разрушена землетрясением 1679 года, но в 1710 году усилиями Мелик-Агамалянов была восстановлена.
- Церковь святого Ованнеса

#### Мечеть
В Конде сохранились турецкие и персидские постройки; в частности, мечеть, построенная Тапа Баши в 1687 году, когда часть населения Конда составляли мусульмане. До нынешнего времени от неё уцелели только некоторые стены 1,5 метровой толщины и части крыши. Основной купол рухнул в 1960-е (по другим данным, в 1980-е) годы, но уцелел меньший купол и красивый персидский орнамент. На данный момент руины мечети входят в список исторического достояния Армении.

## Известные уроженцы
- Карен Демирчян

## Галерея
- Общий вид части района
- Электроподстанция